# Vandiver (Missouri)
Vandiver è un villaggio degli Stati Uniti d'America, situato nello Stato del Missouri, nella contea di Audrain.